# إليزابيث كيم
إليزابيث كيم (بالإنجليزية: Elizabeth Kim)‏ هي صحفية أمريكية، ولدت في 1954.